# مهسا مجیدی
مهسا مجیدی (زادهٔ ۲۲ شهریور ۱۳۵۶ در تهران) پژوهشگر و معمار ایرانی و برندهٔ «ون» در سال ۲۰۱۹ است.

## فعالیت‌ها
مجیدی فارغ‌التحصیل دکتری معماری از دانشگاه علوم و تحقیقات تهران است. او در سال‌های فعالیت خود پروژه‌هایی با تاکید بر شناخت مفهوم اجرا کرده است. «بازآفرینی شهری» و جنبه‌های روان‌شناختی معماری و شهرسازی از حوزه‌های مورد پژوهش اوست. مجیدی برای بازآفرینی و احیای پروژهٔ معماری «هتل بوتیک حنا» جایزه‌ٔ جهانی معماری (WAN) را در سال ۲۰۱۹ به‌دست آورد. همچنین این پروژه در سال ۱۳۹۷ از سوی مجله معمار رتبه‌ٔ نخست بخش بازسازی را به‌دست آورد.
مجیدی در طول سال‌های فعالیت خود در دفتر طراحی معماری داخلی «باغ ایرانی»، پروژه‌های معماری داخلی متفاوتی در حیطه‌های مسکونی، اداری، تجاری و خدماتی و... ارائه کرده است.

### پروژه‌ٔ حنا
حدود ۹۰ سال پیش، شش ساختمان در مرکز شهر تهران ساخته شد و تنها خیابان متقارن این شهر را ایجاد کرد. این بناهای باقی‌مانده در کوچه لولاگر از بهترین نمونه‌های معماری دوران پهلوی اول هستند. زمانی که معماری مدرن در تهران ظهور کرد. در ابتدا هر شش ساختمان مسکونی بودند، اما با گذشت زمان، مانند بسیاری از ساختمان‌های دیگر در مرکز شهر تهران، خالی از سکنه ماندند. پروژهٔ حنا که شامل هتل، رستوران، گالری و فضاهای چند منظوره است در یکی از این ساختمان‌ها با هدف بازگرداندن زندگی به کوچه لولاگر و مرکز شهر تهران طراحی شده است.
پروژهٔ حنا تلاش می‌کرد مردم را به مرکز شهر تهران بازگرداند و آن‌ها را با ساختمان‌های متروکه دوباره آشنا کند. لایه های جدید اضافه شده در این بنا که محصول زمان خود هستند، به ساختمان کمک می‌کنند تا مخاطبان را در خود جای دهد و در عین حال وجوه معماری تاریخی خود را نیز به نمایش بگذارد.